# Robert Maynard Hutchins
Robert Maynard Hutchins (también conocido como Maynard Hutchins) (17 de enero de 1899 – 17 de mayo de 1977 ), fue un filósofo de la educación, decano de la Escuela de Leyes de Yale, presidente de la Universidad de Chicago y su canciller. Fue además esposo de la novelista Maude Hutchins.

## Resumen biográfico
Aunque sus padres y abuelos eran ministros presbiterianos, Hutchins fue uno de los miembros más influyentes de la escuela del perennealismo secular.
Luego de completar dos años (1915-1917) en el Colegio Oberlin, una pequeña institución de arte de Ohio, Hutchins trabajó en el servicio de ambulancias del Departamento médico del Ejército de los Estados Unidos en el frente italiano durante la Primera Guerra Mundial. Al regresar de la guerra, obtuvo un bachillerato en arte en la Universidad de Yale, donde fue miembro de la sociedad secreta Wolf's Head. Luego de pasar un año enseñando historia y lengua inglesa en Lake Placid, New York, se inscribió en la Escuela de Leyes de Yale. 
Luego de obtener su diploma de bachiller en leyes, fue invitado a unirse a la facultad. Dos años después fue elegido decano a la inusual edad de 28 años. En esta época la escuela estaba dominada por el realismo jurídico, que Hutchins continuó apoyando durante su desempeño como decano.
En 1929 se mudó a Chicago para asumir como presidente de la universidad, a los 30 años de edad. Durante los siguientes años Hutchins puso en duda el realismo jurídico que había previamente defendido, y desarrolló escepticismo sobre la capacidad de la investigación empírica en ciencias sociales para resolver problemas sociales, especialmente frente a la Gran Depresión.
En particular, a partir de contactos con Mortimer Adler se convenció de que la solución a los problemas filosóficos en la universidad debían basarse en el aristotelismo y el tomismo. A fines de la década de 1930 Hutchins intentó reformar los programas de la Universidad de Chicago con base en los lineamientos aristotélico-tomistas, pero el claustro rechazó sus reformas en tres oportunidades.
Hutchins ejerció como presidente de la universidad hasta 1945, tiempo en el que formó una comisión para investigar el correcto rol de los medios de prensa. Para 1947 la Comisión Hutchins publicó su informe sobre la «responsabilidad social» de la prensa. Luego actuó como canciller de la universidad hasta 1951. 
Luego de abandonar su cargo Hutchins fundó en 1959 el «Centro para el estudio de las instituciones democráticas», intentando atraer a una comunidad de estudiosos para analizar esta amplia temática. Hutchins definía las metas del centro en cuanto a «examinar las instituciones democráticas dando una visión multidisciplinaria sobre el estado del mundo democrático -y del no democrático obviamente- ya que se deben comparar ambos para determinar qué debe mejorarse». También decía: «luego de descubrir lo que pasa, o de tratar de descubrirlo, el Centro ofrecerá sus observaciones a la consideración pública, así como el público está dispuesto a transmitir sus observaciones».
A través de su carrera, Hutchins promovió el uso de aquellos libros selectos que han ganado la reputación de ser «grandes libros» como herramienta educativa. En una entrevista de 1970 titulada «No solamente hagas algo», Hutchins explicaba: «los grandes libros son el camino más prometedor hacia la educación liberal, aunque solo sea por su característica de examen magistral». Poniendo en práctica su dedicación a los grandes libros, Hutchins fue jefe de editores de las colecciones «Grandes libros del mundo occidental» y «Puente a los grandes libros». Trabajó además como coeditor de The Great Ideas Today, presidente del concejo de editores de la Enciclopedia Británica de 1943 a 1974, y publicó sus propias obras: No Friendly Voice (1936), The Higher Learning in America (1936), Education for Freedom (1943), The University of Utopía (1953), y The Learning Society (1968).

## Teoría educativa
Según Hutchins en «La universidad de Utopia» , «el objeto del sistema educativo, considerado como un todo, no es producir manos para la industria o enseñar a los jóvenes como hacer su vida. Es producir ciudadanos responsables».
En el libro mencionado, Hutchins describe un país que ha evolucionado hasta convertirse en una sociedad perfecta, Utopia, donde su sistema educativo tiene el bien definido objetivo de promover el desarrollo intelectual de las personas. También explora algunos de los caminos incorrectos que habían tomado las instituciones educativas en Estados Unidos: argumentaba que la educación se estaba convirtiendo en nada más que una escuela mercantil, y una muy pobre. 

### Contenido intelectual
Hutchins analizaba la relación entre una fundición y la universidad local en una ciudad en California. La universidad ofrecía cursos sobre cómo hacer el trabajo de fundición, instruyendo a los estudiantes para convertirse en trabajadores de esa industria. De esta manera, el objeto de la universidad era satisfacer las necesidades de mano de obra de la fundición y no las necesidades intelectuales de las personas. Además, afirmaba que los estudiantes recibían una formación pobre, ya que los profesores no tenían experiencia laboral en la fundición. Hutchins concluía que los alumnos recibirían un entrenamiento mucho mejor de los propios operarios de la fundición, y que las Universidades debían dedicarse a enseñar contenidos intelectuales, específicamente los contenidos intelectuales relacionados con la actividad, pero que la industria en sí debía tomar la responsabilidad de entrenar a sus trabajadores. 
Hutchins advertía también que la educación había mudado su foco de la educación a la vigilancia: que muchos puestos docentes se habían convertido en niñeras, protegiendo a los adolescentes del tumultuoso mundo circundante. Menciona como ejemplo aquellos cursos de economía doméstica o para aprender a conducir, enfocados más a cubrir una necesidad social que una necesidad educativa. También critica el camino que se ha tomado con la especialización : en su ensayo «La idea de un Colegio», dice que la especialización de la educación estadounidense ha quitado a los estudiantes la capacidad de comunicarse con otros fuera de su campo. Insiste en que un estudiante de biología no puede conversar de forma significativa con un alumno de matemáticas, porque no han compartido una experiencia educativa común.

### Utopía
En La universidad de Utopia Hutchins delinea la experiencia educativa de los jóvenes utópicos, donde los primeros diez años de instrucción preparan a los alumnos para la experiencia educativa sobreviniente. El primer conocimiento que se trata es el de la comunicación. Los alumnos aprenden a leer, escribir y discutir información en preparación para su siguiente etapa de estudio. Historia, geografía y literatura se estudian para dar una base general que podrá ser profundizada más adelante. Finalmente se aprende música y arte, por considerar que estos conocimientos permiten crecer a la sociedad.
En todos estos temas de estudio los «grandes libros», aquellos libros que formaron el saber occidental, se usan como material de estudio y discusión en las clases mediante el método socrático. En una discusión desarrollada de acuerdo con los principios de Sócrates las opiniones no probadas son libres, pero solo la razón es el árbitro final. Así, cualquier conclusión alcanzada en una discusión es la conclusión individual de cada uno, no necesariamente la del consenso, y ciertamente no necesariamente la del maestro.
Los grandes libros son una elección natural, porque se los considera obra de genios, atemporales, y siempre relevantes para la sociedad. ¿Porqué elegir materiales de menor calidad, cuando se puede tener lo mejor?
En Utopía a la escuela inicial seguía el colegio, que continuaba el estudio de un programa de alta exigencia. Aquí, sin embargo, el foco cambia a aprender técnicas de comunicación para explorar los principales conceptos del hombre sobre el mundo, y las ideas principales que han movido a la humanidad. Luego el alumno debe aprobar un extenso examen diseñado por un equipo externo, que refleja lo que debe ser una persona adecuadamente educada. El examen es similar al que se toma a los estudiantes terrenos, pero en Utopia es más comprensivo. Cuando el alumno pasa el examen recibe el título de bachiller en arte. El grado se confiere en función de la excelencia de su conocimiento, no por el número de clases a las que asistió, los créditos ganados o las horas pasadas en el aula. 
Luego de probar que se tiene la educación suficiente para formar parte de la república del apendizaje y de la república política, los alumnos pueden entrar al mundo del trabajo o continuar su formación universitaria.
Alejados de la educación formal, los habitantes de Utopía tienen por delante sin embargo toda una vida de aprendizaje. Siguen asistiendo a centros educativos para explorar y discutir ideas, o analizar grandes obras. Estos centros son instituciones residenciales donde los ciudadanos asisten en lo que tradicionalmente se conoce en Estados Unidos como época de vacaciones. 
Si eligen matricularse en la Universidad, los alumnos comienzan a especializarse, pero no estudian colecciones de datos, entrenamiento técnico o la solución inmediata para problemas prácticos: exploran en cambio las ideas específicas relacionadas con el área elegida. Allí los alumnos estudian en forma mucho menos formal, pero no con menos vigor. Durante su aprendizaje inicial y en el colegio, debieron probar que pueden aprender con independencia si eligen asistir a la Universidad, se espera que hagan un uso efectivo de tales habilidades.

### El verdadero rol de la escuela
Además de sostener el rol intelectual y no práctico de la escuela, Hutchins creía que esta no debían enseñar un conjunto predeterminado de valores: «No es objeto de la escuela hacer buenos a sus alumnos, porque no puede hacerlo: si trata de hacerlo, fallará: estará suplantando lo que otros deben hacer, y no cumplirá con su propia responsabilidad educativa». Es decir, «las escuelas no deben estar en el negocio de enseñar qué es bueno o justo: deben ayudar a los alumnos a poder tomar sus propias determinaciones».

Cuando se le pregunta a los jóvenes, ¿En qué estás interesado?, contestan que están interesados en la justicia: quieren justicia para el negro, para el tercer mundo. Si Ud. les dice Bueno, ¿y qué es la justicia?... ellos no tienen la menor idea.
(Berwick, 1970)

Los críticos dicen que los grandes libros no tiene respuesta sobre qué es o no es la justicia. De hecho, hay varias respuestas contradictorias a esta cuestión. Pero donde otros ven una debilidad, Hutchins ve una fortaleza: cree que los alumnos deben ser expuestos a estas ideas conflictivas así pueden considerarlas en su mente, sopesando los argumentos y formándose una opinión propia. Solo de esa manera los estudiantes podrán aprender lo que significan «justicia», «belleza» o «bondad».